# Châtillon Rajnald antiochiai fejedelem
Châtillon Rajnald (franciául Renauld de Châtillon, kb. 1125 – 1187. július 4.) Antiochia fejedelme volt 1153-1160/61 között és Oultrejourdain (Jordánontúl) ura 1175-től haláláig. Lánya, Ágnes Anna néven III. Béla magyar király első feleségeként magyar királyné lett. Unokái Imre és II. András magyar királyok voltak. A korabeli beszámolók elsősorban vad, kegyetlen jelleméről és kapzsiságáról emlékeznek meg.

## Élete
1147-ben csatlakozott a II. keresztes hadjárathoz. A Jeruzsálemi Királyságban telepedett le és zsoldosként szolgált a királyi seregben. Konstanciát az Antiochiai Fejedelemség özvegy hercegnőjét vette feleségül 1153-ban. Egy évvel később született meg a lányuk.
Manuél bizánci császár, a fejedelemség formális hűbérura jóváhagyta az esküvőt azzal a feltétellel, hogy Rajnald támogatja az örmények elleni harcban, cserébe pénzt is ígért Rajnaldnak. Rajnald az egyezségnek megfelelően megtámadta az örmény Toroszt. Az örményeket visszaűzte Kilikiába, elfoglalva Alexandrettát, amit átadott a templomos lovagrendnek. Miután a bizánci császár nem fizette ki harcait, Rajnald az antiochiai pátriárkát Aimeryt, aki a Konstanciával való házassága ellen volt, megverette és börtönbe vetette és kínzással elérte, hogy a pátriárka egy jelentősebb összeget adjon neki. Kibékült az örmény Torosszal és velük szövetségben a pátriárkától kizsarolt pénzzel megtámadta a Bizánci Császársághoz tartozó Ciprust 1156-ban.  
1158-ban I. Manuél bizánci császár nagy sereggel indult Antiochiába, Rajnald  mezítláb, rongyos ruhában a bocsánatért könyörgött, melyet Manuél feltételekhez kötött. Rajnald minden feltételt elfogadott és a trónján maradhatott. Antiochiába a császár bevonulásakor gyalog vezette a császár lovát, elismerve vazallus státuszát. 1161 novemberében az Eufrátesz völgyében fosztogatta a helyi parasztokat, de  Aleppó kormányzója, Madzsd ad-Dín elfogta. A fogságból sem a bizánci császár, sem az antiochiai nép, sem a Jeruzsálemi királyság bárói nem igyekeztek kiszabadítani. Amíg fogoly volt, Manuél császár elrendezte lányának a sorsát és férjhez adta III. Béla későbbi magyar királyhoz. A lányát többé nem látta és III. Béla magyar királlyal sem találkozott. Fogsága alatt 1174-ben Núr ad-Dín halálával szétesett birodalma több önálló államra. Az uralma utolsó éveiben elfoglalt Egyiptom Szaladin, Aleppo Gümüstekin, Moszul Szajf ad-Dín uralma alá került. Damaszkuszban Ibn al-Mukaddam emír mint régens kormányozta a széteső birodalmat Núr ad-Dín gyermeke asz-Szálih nevében, rövid ideig, mivel Amalrik jeruzsálemi király váratlan halála miatt kialakult problémák miatt a királyság nem tudta megakadályozni, hogy Szaladin elfoglalja Damaszkuszt.    
1186 végén, vagy 1187 elején megtámadott egy, a területén áthaladó, Mekka felé tartó muszlim karavánt. Rajnald ezzel felrúgta Szaladin birodalma és a Jeruzsálemi Királyság közti fegyverszünetet, az elrabolt vagyont és foglyait pedig nem volt hajlandó visszaszolgáltatni a szultánnak. Ez végül a két fél közti háború kirobbanásához és a királyság bukásához vezetett.    
1187-ben a hattíni csatát követően halt meg, a beszámolók szerint a Rajnaldot kegyetlensége okán gyűlölő Szaladin saját kezűleg ölte meg.

## Fordítás
- Ez a szócikk részben vagy egészben  a   Raynald of Châtillon című angol Wikipédia-szócikk ezen változatának fordításán alapul.  Az eredeti cikk szerkesztőit annak laptörténete sorolja fel. Ez a jelzés csupán a megfogalmazás eredetét és a szerzői jogokat jelzi, nem szolgál a cikkben szereplő információk forrásmegjelöléseként.

- ↑ Runciman, 1999.: Runciman, Stephen. A keresztes hadjáratok története. Budapest: Osiris Kiadó [1951] (1999). ISBN 963-379-448-X

[[Kategória:Châtillon-ház]